# Xã Columbus, Quận St. Clair, Michigan
Xã Columbus (tiếng Anh: Columbus Township) là một xã thuộc quận St. Clair, tiểu bang Michigan, Hoa Kỳ. Năm 2010, dân số của xã này là 4.070 người.